# Alpen-Knorpellattich
Der Alpen-Knorpellattich (Chondrilla chondrilloides) ist eine Pflanzenart aus der Gattung Knorpellattiche (Chondrilla) innerhalb der Familie der Korbblütler (Asteraceae).

## Beschreibung

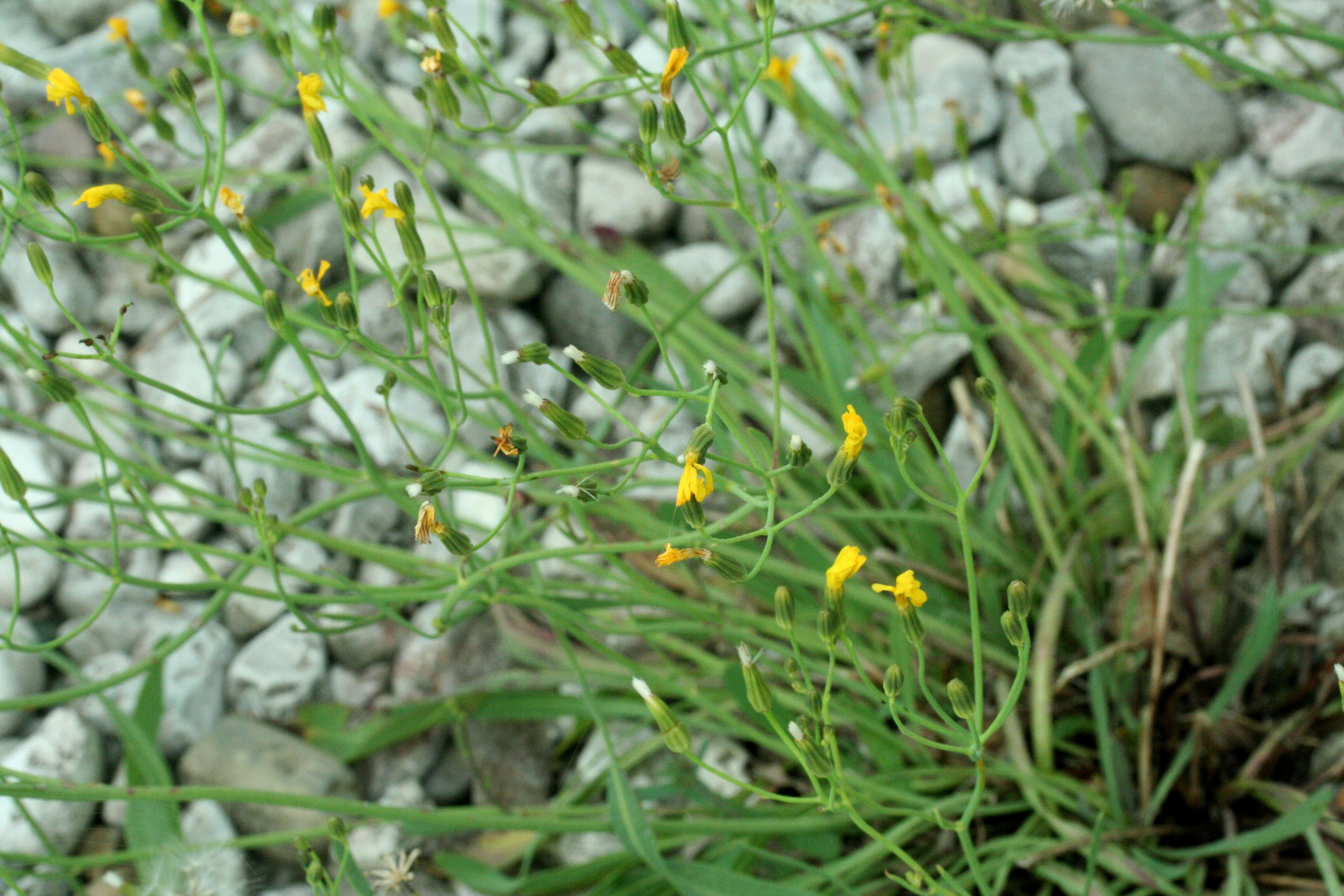
Blütenstand

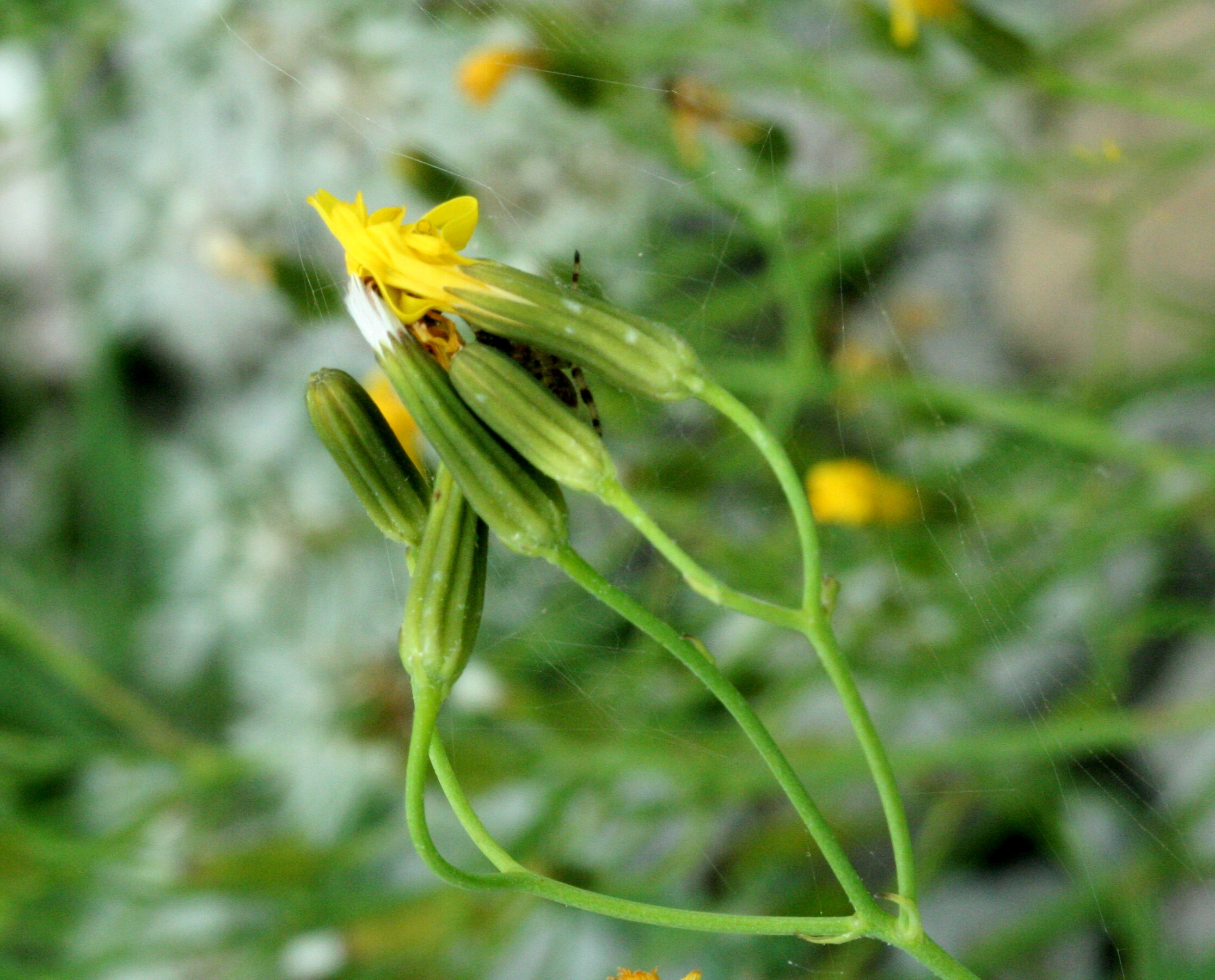
Blütenkörbe

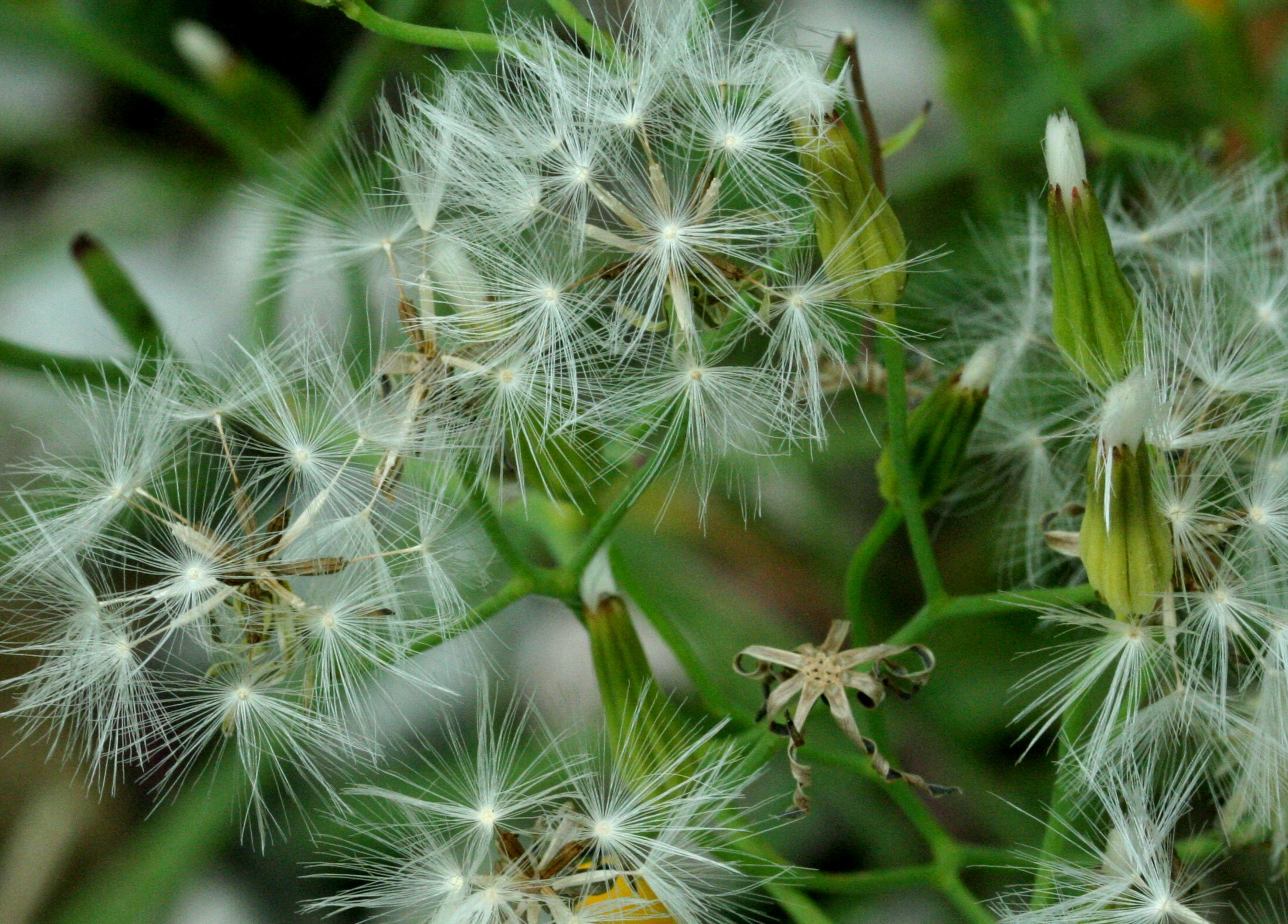
Geschnäbelte Achänen mit Pappus

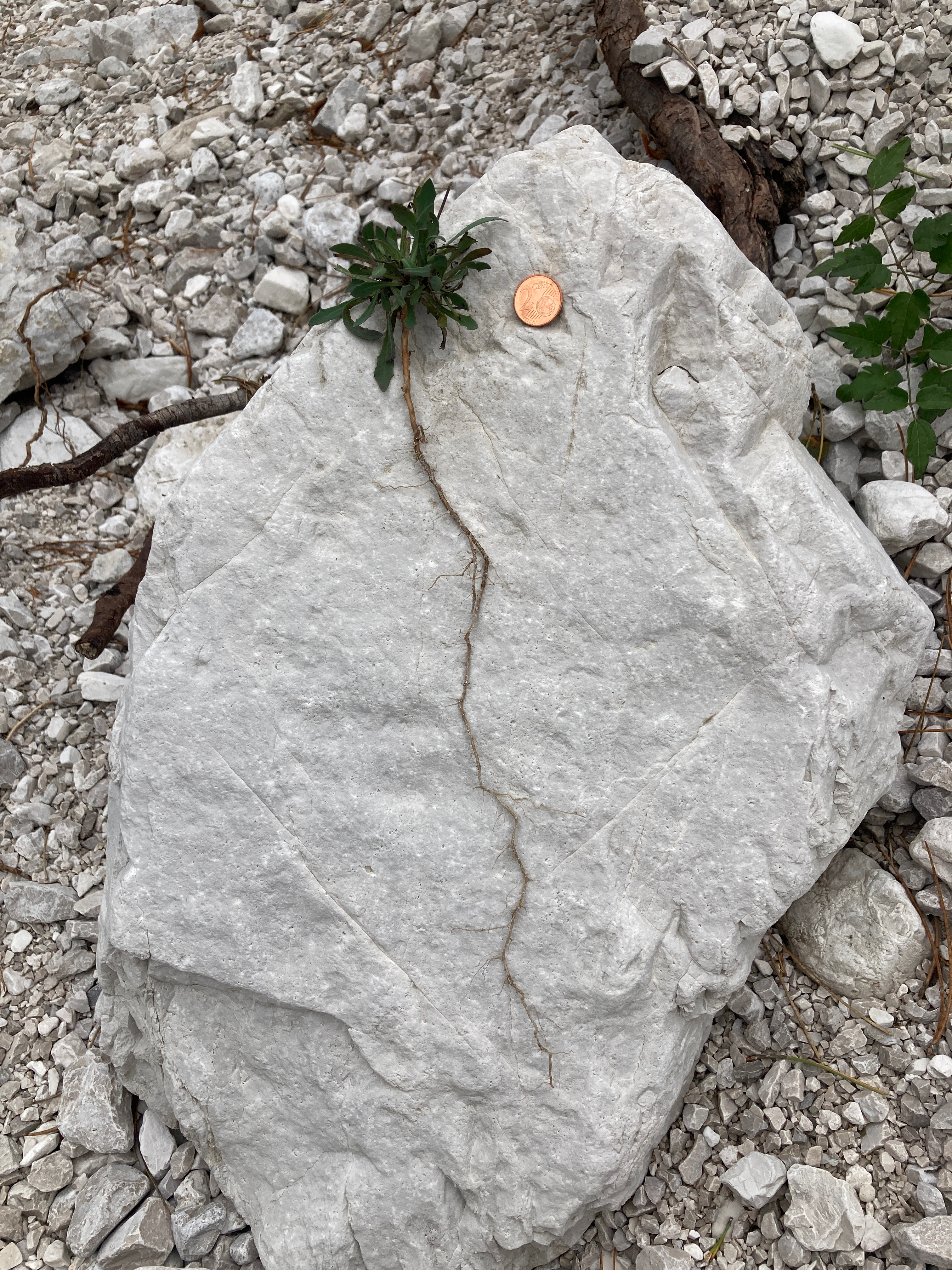
Wurzel

### Vegetative Merkmale
Der Alpen-Knorpellattich ist ein ausdauernder, rosettenbildeder Hemikryptophyt. Die  Rosette sitzt auf einer rübenartig verdickten Pfahlwurzel mit 7–10 cm Länge, an die sich bis zu über einen Meter lange Feinwurzeln anschließen. Jede Rosette bildet 1–5 (gelegentlich bis zu 15), 10–30 cm hohe, mehrfach verzweigte Blütenstände. Ihr fast kahler Stängel ist aufrecht, im oberen Teil wiederholt gabelästig mit dreiteiligen Zweigen. Die zahlreichen grundständigen Blätter sind verkehrt-eilanzettlich, ganzrandig oder mit wenigen entfernt stehenden Zähnen. Sie sind zur Blütezeit noch frisch und lichtgrün mit bläulichem Reif. Die wenigen Stängelblätter sind kleiner, schmal-lanzettlich bis linealisch, sitzend und ganzrandig.

### Generative Merkmale
Blütezeit ist Mai bis Oktober. In einem schirmtraubigen Gesamtblütenstand befinden sich mehrere körbchenförmige Teilblütenstände. Die Blütenkörbe befinden sich über einem Korbschaft. Die Korbhülle ist bei einer Länge von 10 bis 15 Millimetern zylindrisch. Die Hüllblätter sind lauch- oder trübgrün und weiß, häutig berandet; die äußeren sind sehr klein und eilanzettlich, die inneren linealisch-lanzettlich. Die Zungenblüten sind goldgelb und länger als die Korbhülle.
Die rippigen und feinhaarigen Achänen sind 9 Millimeter lang und besitzen oben einen Kranz, ein Krönchen, sehr kleiner abstehender Schüppchen und sind dort in einen gleich langen, am Grund kugelig verdickten Schnabel plötzlich zusammengezogen. Der borstige Pappus ist weiß und meist länger als die Achäne samt Schnabel.
Die Chromosomenzahl beträgt 2n = 10.

## Vorkommen
Der Alpen-Knorpellattich kommt in den Alpen und im Apennin vor. Es gibt Fundortangaben für Deutschland, Österreich, die Schweiz, Liechtenstein, Slowenien und Italien. Der Alpen-Knorpellattich gedeiht in offenen Schotterfluren der Flüsse in montaner bis subalpiner Höhenstufe auf sickerfrischen, wechseltrockenen, kalkreichen, humusarmen und feinerdearmen Kies- und Sandböden. Pflanzensoziologisch ist der Alpen-Knorpellattich eine Charakterart des Chondrilletum aus dem Verband Epilobion fleischeri. Er steigt in Graubünden am Hinterrhein bei Sufers bis zu einer Höhenlage von 1450 Meter, an der Plessur bei Langwies bis 1400 Meter und in Tirol bis 1500 Meter auf.
Er ist eine in den östlichen Kalkalpen endemische Pflanzenart früher Sukzessionsstadien auf Schotterflächen naturnaher Wildfllüsse und alpinen Schwemmfächern. Ursprünglich war die Art entlang der alpinen Schotterflüsse weit verbreitet, ist aber aufgrund der Flussregulierungen im 19. und 20. Jahrhundert stark zurückgegangen und heute vor allem im nördlichen Alpenraum stark gefährdet.

## Taxonomie
Die Erstveröffentlichung erfolgte 1764 unter dem Namen (Basionym) Prenanthes chondrilloides durch Pietro Arduino in Animadversionum Botanicarum Specimen Alterum, S. 36. Die Neukombination zu Chondrilla chondrilloides (Ard.) H.Karst. wurde 1883 durch Gustav Karl Wilhelm Hermann Karsten in Deutsche Flora. Pharmaceutisch-medicinische Botanik. Ein Grundriss der systematischen Botanik zum Selbststudium für Aerzte, Apotheker und Botaniker, S. 1139 veröffentlicht. Weitere Synonyme für Chondrilla chondrilloides (Ard.) H.Karst. sind: Lactuca prenanthoides Scop., Chondrilla prenanthoides (Scop.) Vill., und Willemetia prenanthoides (Scop.) Gren. & Godr. 